# Eis und Stahl
Eis und Stahl (russisch: Лёд и сталь, Ljod i stal) ist eine Oper in vier Akten von Wladimir Deschewow (Musik) mit einem Libretto von Boris Lawrenjow. Sie handelt von Verlauf und Niederschlagung des Kronstädter Matrosenaufstands. Die Uraufführung fand am 17. Mai 1930 im Staatlichen Akademischen Theater für Oper und Ballett in Leningrad statt.

## Handlung
Die Handlung spielt 1921 in Petrograd (heute Sankt Petersburg) und Kronstadt. In der als uneinnehmbar geltenden Inselfestung Kronstadt rebellierten Matrosen und streikende Arbeiter gegen die junge kommunistische Regierung. Der Aufstand wurde auf Befehl Lenins und Trotzkis unter großen Verlusten militärisch niedergeschlagen.

### Erster Akt
Schwarzmarkt in Petrograd
Auf dem Petrograder Schwarzmarkt herrscht wildes Treiben von Käufern und Verkäufern der verschiedensten Klassen und Gesinnungen. Außer Lebensmitteln und Alltagsgegenständen werden auch Luxuswaren angeboten. Betrügereien sind an der Tagesordnung. Die arbeitende Masse leidet unter Armut und Hunger im Kriegskommunismus des frühen Sowjetstaats und hat den professionellen Anbietern und Spekulanten nur wenig entgegenzusetzen. Es kommt zu Beleidigungen und Tätlichkeiten. Ein invalider Soldat und die Komsomolzen Musja und Senka werben um Vertrauen für die Sowjets, werden aber von der wütenden Menge vertrieben. Tschekisten versuchen gewaltsam, für Ordnung zu sorgen. Einer von ihnen wird von der Menge getötet. Der Matrose Klawdi Dymtschenko, ein Anarchist, richtet einen weiteren „im Namen des Volkes“ und erschießt ihn. Erst als die von den Tschekisten gerufenen Kadetten eintreffen, löst sich die Menge auf.

### Zweiter Akt
Metallwerk
Auch die hungernden Arbeiter in der Fabrik sind in zwei Gruppen gespalten. Einige von ihnen verlangen Lebensmittel von der neuen Regierung. Andere rufen zur Arbeit auf, um die Armut zu besiegen. Subarow, ein Mitglied der verbotenen sozialrevolutionären Partei, schimpft auf die autoritäre Macht der Sowjets. Es kommt zu Prügeleien. Musja, die im Metallwerk als Vorarbeiterin arbeitet, kann die Arbeiter nicht zur Zusammenarbeit mit der Führung motivieren. Als aber der  Bolschewik Herz im Werk erscheint, um Freiwillige für den Kampf gegen die aufständischen Kronstädter Matrosen zu gewinnen, legen die Arbeiter den Zwist bei und folgen ihm – unter ihnen auch Musja und Senka.

### Dritter Akt
Am Strand von Strelna gegenüber der Festungsinsel Kronstadt
Die sowjetischen Offiziere beschließen, dem Vorschlag von Herz zu folgen und die Festung trotz des großen Risikos über das Eis des zugefrorenen Finnischen Meerbusens anzugreifen. Ein Bote der Aufständischen wurde aufgegriffen und soll verhört werden.
Das Innere der Festung Kronstadt
Die gemischte Besatzung der Festung, darunter Anarchisten wie Dymtschenko, dessen Freundin Natalja (eine ehemalige Gutsbesitzerin), Menschewiki und Sozialrevolutionäre, streitet über die möglichen Abwehrmaßnahmen, ohne dass es zu einer Einigung kommt. Als der Vormarsch der sowjetischen Soldaten gemeldet wird, machen sich alle zur Verteidigung bereit.
Am Strand von Strelna
Der abgefangene Bote hatte eine Nachricht an einen verbündeten Kapitän bei sich, in der dieser darum gebeten wurde, einen Kadetten mit Informationen über die bolschewistischen Angriffspläne zur Festung zu schicken. Die sowjetischen Offiziere wollen die Gelegenheit nutzen, um einen Spion einzuschleusen. Musja meldet sich freiwillig zu dieser gefährlichen Aufgabe. Sie verabschiedet sich von Senka und verkleidet sich als Soldat.

### Vierter Akt
In den Kasematten der Kronstädter Festung
Die Einigkeit zwischen den verschiedenen Gruppen der Aufständischen zerfällt vollends. Als Musja mit der angeblichen Nachricht des Kapitäns eintrifft, wird ihre Verkleidung schnell aufgedeckt. Natalja foltert und verhört sie. Unterdessen erfährt Dymtschenko, dass die verbündeten Offiziere geflohen sind und sich den Sowjets angeschlossen haben. Musja kann sich befreien und ergreift eine Handgranate. Sie fordert die Aufständischen auf, sich zu ergeben. Als diese sich weigern, sprengt sie sich und die Umgebenden in die Luft. Die Sowjets feiern den Sieg der „proletarischen Kraft“.

## Gestaltung
Eis und Stahl entstand im Jahr 1929 zeitgleich mit Schostakowitschs Oper Die Nase und Lew Knippers Nordwind im Umfeld der Assoziation für zeitgenössische Musik (ASM). Alle drei Werke sind frei atonal und bestehen zu großen Teilen aus rezitativischen Elementen. Es zeigen sich Einflüsse zeitgenössischer westeuropäischer Opern wie Alban Bergs Wozzeck, Ernst Kreneks Der Sprung über den Schatten oder Franz Schrekers Der ferne Klang sowie des Futurismus.
In der Oper dominieren die Massenszenen. Es gibt außerdem mehr als fünfzig kleine Solorollen. Wiedererkennbar sind davon nur wenige wie der Bolschewik Herz, die Komsomolzin Musja, der Anarchist Dymtschenko, der Sozialrevolutionär Subarow oder die Gutsbesitzerin Natalja.
Die gemischte Zusammensetzung der Volksmenge im ersten Akt ist durch ebenso unterschiedliche musikalische Bestandteile charakterisiert. Darin mischen sich „cantus-firmus-artige Rufe der Händler mit den Tschastuschki der Matrosen, dem Lied eines Adligen, dem heiseren Flüstern des Aufwieglers, dem Schreien und Pfeifen der Menge“ (Sigrid Neef). Den zweiten Akt prägen rhythmische Maschinengeräusche, die einen Arbeitsrhythmus vorgeben.
Zu einer eher kammermusikalischen Orchestersprache kommen in den Vokalpartien verschiedenste Elemente wie Geräusche, Lieder, Flüstern oder Schreie. Die Musik „illustriert, ist Ausdruck von Emotion, Zitat, bestätigt, kontrastiert und kommentiert Figuren wie Vorgänge“ (Neef). Der Musikwissenschaftler und Komponist Boris Assafjew bezeichnete Deschewow entsprechend in einer Arbeit über diese Oper als „Ingenieur-Konstrukteur“. Er verglich seine Musiksprache mit dem „Realismus“ Modest Mussorgskis und dem „Naturalismus“ Alban Bergs.

## Werkgeschichte
Deschewows Eis und Stahl ist eine der ersten modernen sowjetischen Opern und die erste, die die Revolution ernsthaft auf der Bühne zu thematisieren versucht.
Die musikalische Leitung der Uraufführung am 17. Mai 1930 im Staatlichen Akademischen Theater für Oper und Ballett in Leningrad hatte Wladimir Dranischnikow, Regie führte Sergei Radlow, und die Ausstattung stammte von Alexander Wiktorowitsch Rykow. Die Aufführung war erfolgreich, da das Publikum durch vorangegangene Produktionen zeitgenössischer Opern bereits auf den neuen Stil vorbereitet war und es dem Ensemble gelang, „hinter dem dokumentarischen Detail das Geschichtliche sichtbar zu machen“ (Neef).
Weitere Aufführungen gab es im Oktober desselben Jahres in Odessa sowie am 16. Dezember am Staatlichen Operntheater K. S. Stanislawski in Moskau in der Regie von Boris Ilitsch Werschilow. Dort stieß sie beim Publikum auf Unverständnis. Kritiker bemängelten die zu emotionale Behandlung des heroischen Themas und die zu karikaturartige Gestaltung und hielten die Oper für dramatisch schwach. Nach dem Vordringen des Sozialistischen Realismus ab 1932 galt Eis und Stahl als fehlgeschlagenes Beispiel für den „Formalismus“ und verschwand von den Spielplänen.
Im Jahr 2007 nahm sich das Saarländische Staatstheater Saarbrücken des Werks an. Dem Team um den Dirigenten Will Humburg, den Regisseur Immo Karaman, den Bühnenbildner Johann Jörg und den Choreographen Fabian Posca gelang eine überzeugende Produktion, die anschließend auch auf DVD veröffentlicht wurde.

## Aufnahmen
- 2007 (Video; live aus dem Saarländischen Staatstheater Saarbrücken): Will Humburg (Dirigent), Immo Karaman (Inszenierung), Johann Jörg (Bühnenbild), Nicola Reichert (Kostüme), Fabian Posca (Choreographie), Saarländisches Staatsorchester, Opernchor des Saarländischen Staatstheaters. Hiroshi Matsui (Herz), Anna Toneeva (Musja), Algirdas Drevinskas (Senka), Jevgenij Taruntsov (Dymtschenko), Rupprecht Braun (Subarow), Oxana Arkaeva (Natalja), Otto Daubner (Labasin). Arthaus Musik DVD 101323.[6]